# Octavian Floca
Octavian Floca (n. 23 martie 1904, Zlagna, România – d. 3 august 1983, Deva, România) a fost un istoric și arheolog român, director al Muzeului Civilizației Dacice și Romane din Deva în perioada 1934–1962.

## Biografie

### Primii ani
S-a născut la 23 martie 1904, în satul Zlagna, comuna Bârghiș, județul Sibiu. Tatăl a fost preotul Ioan Floca, originar din satul Chesler, județul Târnava Mică și mama Virginia Floca, născută Pop, originară din Hădareni, județul Turda, descendentă după bunică din familia istorică și de cărturari a Hodoșeștilor.
Au fost șase frați: Virgil Ionel – medic; Octavian, Silviu – preot; Ovidiu Traian – inginer, șef de serviciu; Liviu – absolvent al Facultății de Drept și Flaviu – inginer.
Școala primară a urmat-o la școala germană din comuna natală, liceul la Gimnaziul de stat maghiar din Dumbrăveni (cl. I-IV), apoi după 1919, la Liceul de stat român din aceeași localitate (cl. V-VIII), unde a trecut și examenul de maturitate în anul 1923.
Universitatea a urmat-o la Facultatea de Litere și Filozofie din Cluj, între anii 1923–1927, unde a obținut Diploma de profesor de istorie, apoi cea de doctor în arheologie, cu teza „Sisteme de înmormântare în Dacia Superioara romană”, 1940, ambele promovate cu mențiunea „magna cum laude”. Ca student în anul II de facultate și până în anul 1934, a făcut parte din personalul științific al Institutului de Studii Clasice al Universității din Cluj, funcționând câțiva ani, în paralel și ca profesor de liceu.
Preocupat de problemele de arheologie și luând parte la săpaturi arheologice efectuate în Transilvania, a fost trimis ca bursier al statului, pentru specializare în Italia, timp de doi ani (1930–1932), la Școala româna din Roma, alături de alți colegi ca D.M.Pippidi, M.Berza, V.Vătășianu. Cei doi ani de studii în Italia, îi oferă posibilitatea publicării unei lucrări de referință în problema cunoașterii cultelor orientale întâlnite în provincia romană nord-dunăreana:"I culti orientali nella Dacia" (1931). 
În anul 1935 s-a căsătorit cu Silvia Pălăgeșiu, profesoară de limba latină, fiica lui Alexandru Pălăgeșiu, subprefect al județului Năsăud, până în anul 1930.

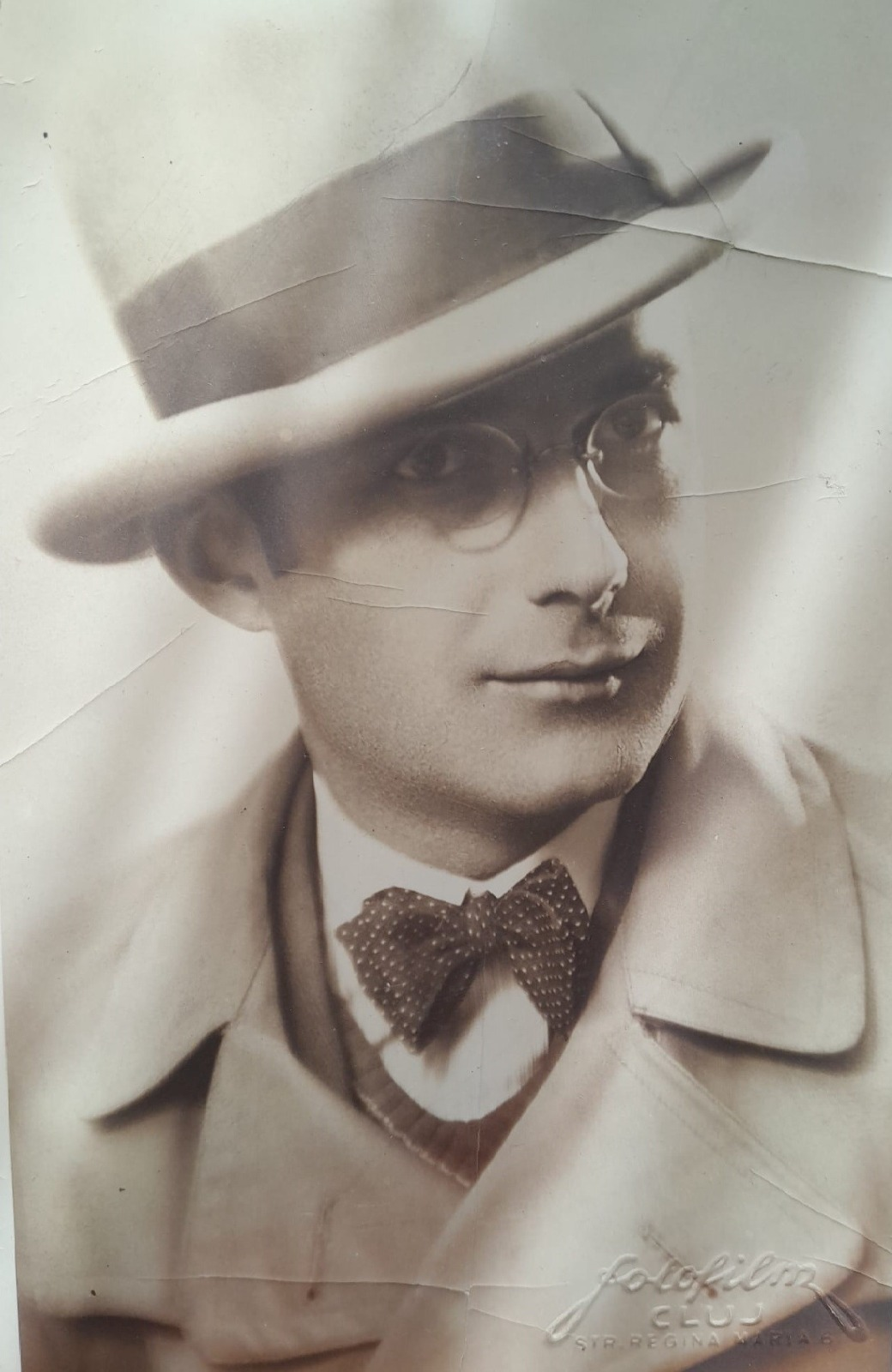
Cluj 1931

### Al Doilea Război Mondial
Serviciul militar l-a efectuat în anul 1929–1930, la Școala Militară nr. 1 din București, obținând gradul de sublocotenent în rezervă. În timpul celui de-Al Doilea Război Mondial a fost concentrat și mobilizat, între anii 1939–1943, ca ofițer de rezervă la Brigada 3 Mixtă de Munte, Divizia 3 Vânători de Munte și la Batalionul 22 Vânători de Munte, la început pe granița de vest, apoi pe Frontul de Est, în Crimeea și Caucaz.
Cu gradul de sublocotenent, de locotenent, apoi de căpitan, a avut funcția de șef de serviciu în cadrul Diviziei 3 Vânători de Munte și de comandant de companie în Batalionul 22 Vânători de Munte, în linia întâi de front.

### Activitatea profesională

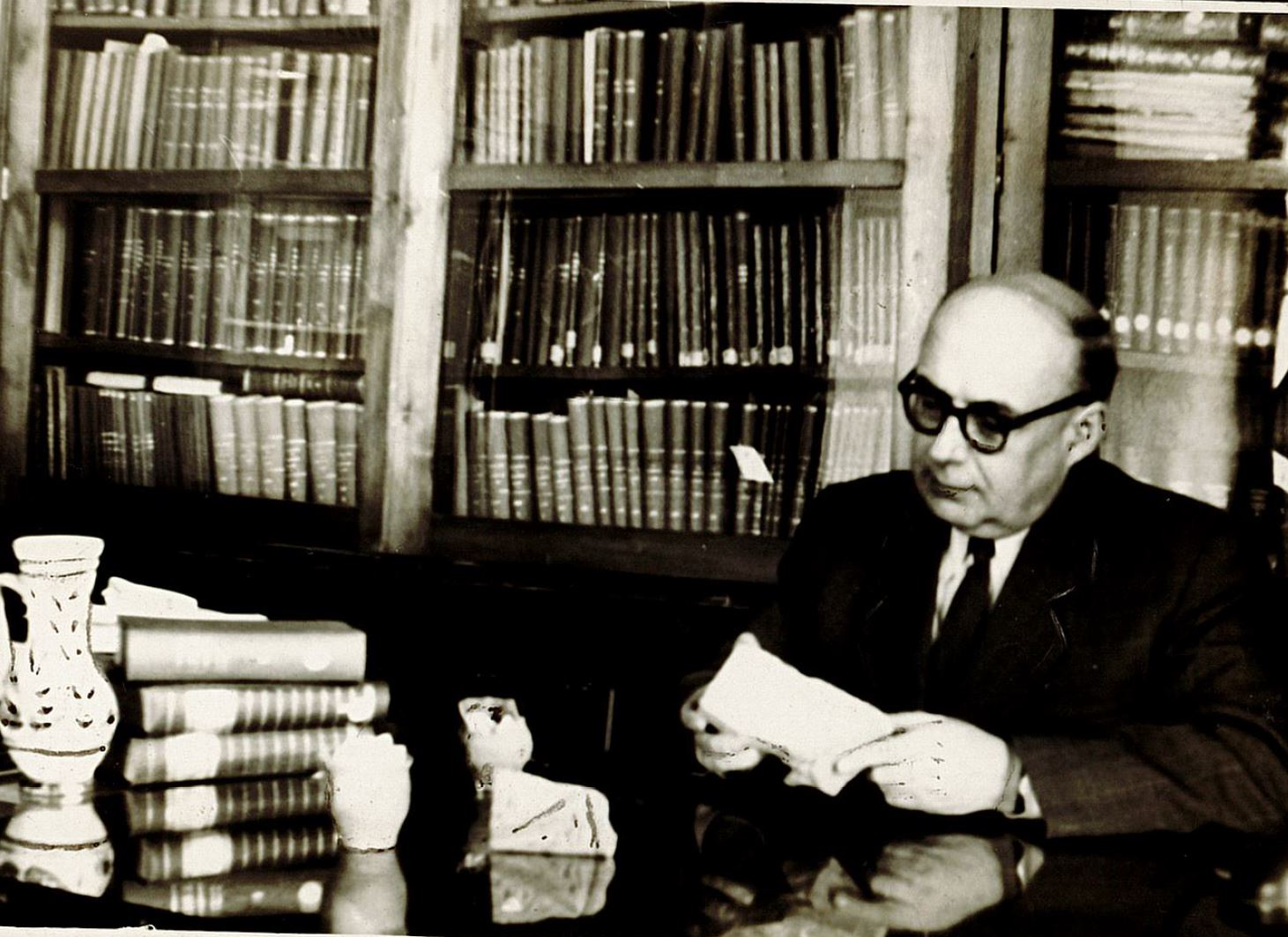
Octavian Floca la Muzeul din Deva

Din anul 1934 și până la pensionare, în anul 1962, a ocupat funcția de director al Muzeului Regional din Deva.
După întoarcerea din armată, și-a continuat munca de director la Muzeul din Deva, concretizată prin cercetări pe teren, împreunate cu săpături arheologice și altele de bibliotecă, elaborând în cursul timpului peste 70 de lucrări de specialitate, publicate în țară și în periodice străine. Săpăturile arheologice întreprinse singur sau în colaborare cu Institutul de studii clasice din Cluj, la Micia, Ulpia Traiana Sarmisegetusa, Hobița sau Cașolț, au dus la o substanțială îmbogățire a fondului arheologic al regiunii. 

## Scrieri

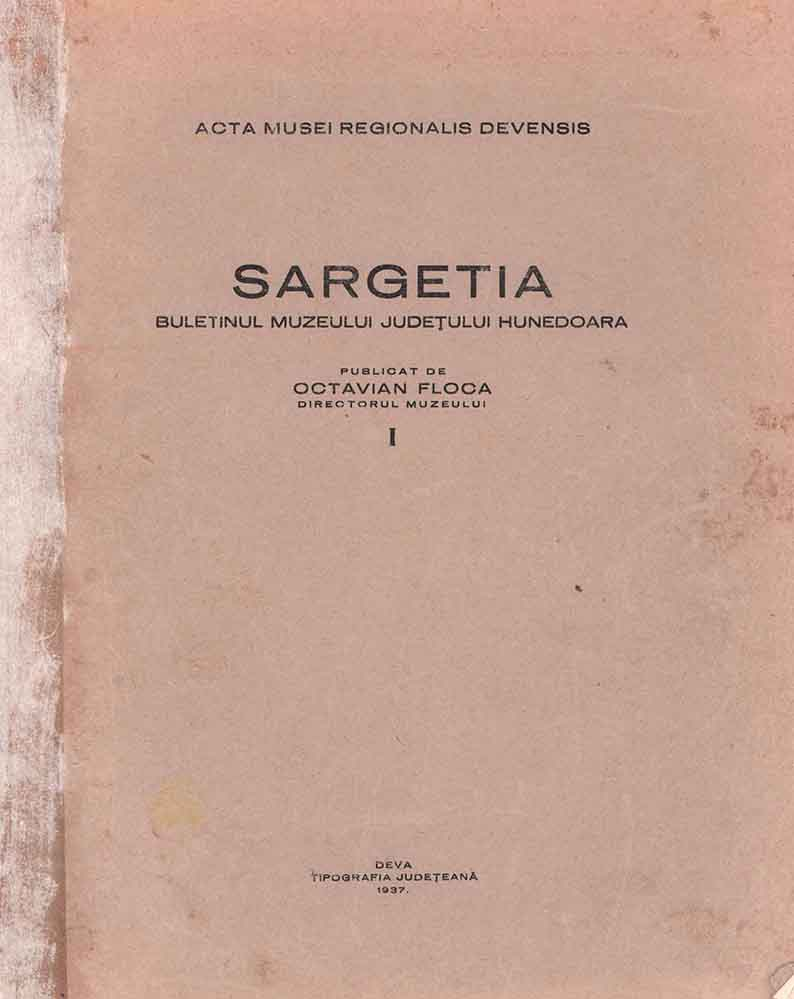

În anul 1937, prin grija dr. doc Octavian Floca, sub egida Muzeului din Deva a apărut primul număr al revistei Acta Musei Regionalis Devensis – Sargeția , care s-a impus repede în rândul specialiștilor.
- "CONSIDERAȚIUNI ASUPRA UNOR MONETE BARBARE-DACE","O MICĂ DESCOPERIRE ARHEOLOGICĂ LA SARMISEGETUSA", O. Floca, 1935, Deva,Tipografia Județeana
- "TEZAURUL DE MONETE DELA PANTICEU", O.Floca, 1936,"Tiparul Tipografiei V.Laufer" Deva.
- "CONSIDERAZIONI SU ALCUNE MONETE DACICHE DI SĂLAȘ", Estratto dalla Rassegna Monetaria, anno XXXIII, nr.10-11, O.Floca, 1936, "Rassegna Monetăria" Roma.
- Ghidul județului Hunedoara. O.Floca și Dr.V. Șuiaga. 1936
- "CERCETĂRI ARHEOLOGICE ÎN MUNȚII ZLATNEI, PE DEALUL BOTEȘ ȘI CORABIA", O.Floca, 1939,Tipografia "Cartea Românească" Cluj
- "STAȚIUNEA DELA SFÂRȘITUL TREPTEI DE JOS A BARBARIEI DIN MARGINEA DEVEI" Studii și cercetări de Istorie veche,II,O.Floca , 1950, Editura Academiei R.P.R.
- "RAPORT PRELIMINAR ASUPRA SAPĂTURILOR ARHEOLOGICE DIN MUNȚII ORĂSTIEI- GRĂDIȘTEA MUNCELULUI" extras din Studii și cercetări de istorie veche , anul II, nr. 1,C.Daicoviciu,O. Floca, F.Duka, E.Chirila, St. Ferenczi, V.Manoliu,I.Pop,M.Rednic, M.Rusu, R.Teodoru, 1951,Editura Academiei R.P.R.
- "O ZEITATE ORIENTALĂ JUPITER ERAPOLITANUS LA MICIA", din Materiale arheologice privind Istoria veche a R.P.R.,Vol I,O.Floca, 1953, Editura Academiei R.P.R.
- "FERMĂ (VILLA RUSTICA) DIN EPOCA SCLAVAGISTĂ ROMANĂ", din Materiale arheologice privind Istoria veche a R.P.R., Vol I, O.Floca, 1953, Editura Academiei R.P.R.
- "CÂTEVA MONUMENTE EPIGRAFICE ȘI SCULPTURALE DIN EPOCA SCLAVAGISTA ROMANĂ", din Materiale arheologice privind Istoria veche a R.P.R., Vol I, O.Floca, 1953,Editura Academiei R.P.R.
- "UN NOU TEZAUR MONETAR ȘI O NOUĂ AȘEZARE STRĂVECHE PE TERITORIUL REGIUNII HUNEDOARA", din Contribuții la cunoașterea Regiunii Hunedoara , Sargeția III, O.Floca, 1956, Muzeul Regional Hunedoara, Deva
- "CONTRIBUȚII LA CUNOAȘTEREA TEZAURELOR DE ARGINT DACICE" - tezaurul de la Sărăscău și Șeica Mică, O.Floca, 1956, Editura Academiei R.P.R.
- Regiunea Hunedoara. Ghid turistic,O.Floca,1957
- "MUZEUL ARHEOLOGIC SARMISEGETUSA", O.Floca, 1969, Editura Meridiane
- "MUZEUL DE ARHEOLOGIE ULPIA TRAIANA SARMISEGETUSA", O.Floca,1966, Muzeul Regional Hunedoara, Deva
- "HUNEDOARA" - ghid turistic al regiunii, O.Floca, 1965, Editura București
- "LES STATUES ANTHROPOMORPHES PRIMITIVES DE NAIA-DE -CRIS (ROUMANIE)", din Tradition celtique, histoire-langue, archeologie-religion, numismatique-folklore,Tome XVII, fasc.3-6, O.Floca, 1965, OGAM, Rennes
- "MONUMENT SCULPTURAL DE L'EMPEREUR TRAJAN DECIUS A ULPIA TRAJANA SARMIZEGETUSA", din LaTomus, Revue d'etudes latines, avril-juin, O.Floca, 1965, Tome XXIV, fascicule 2, imprimerie Universa, Wetteren
- "MONUMENTE EPIGRAFICE ȘI SCULPTURALE DE LA MICIA", din Acta Musei Napocensis V, O.Floca, 1968, Comitetul de Stat pentru cultură și artă, Muzeul de istorie, Cluj,Intreprinderea Poligrafică Cluj
- "MICIA - grupul de cuptoare romane pentru ars ceramica",O. Floca, St. Ferenczi,L. Marghitan, 1970, Comitetul de Cultură și Artă al județului Hunedoara
- "Deva - mic îndreptar turistic." , O.Floca, C. Constantin, 1980, Editura Sport turism

## Funcții și activități în diferite organizații
- Italia 1931Președinte al despărțământului Deva al Asociației culturale „Astra”

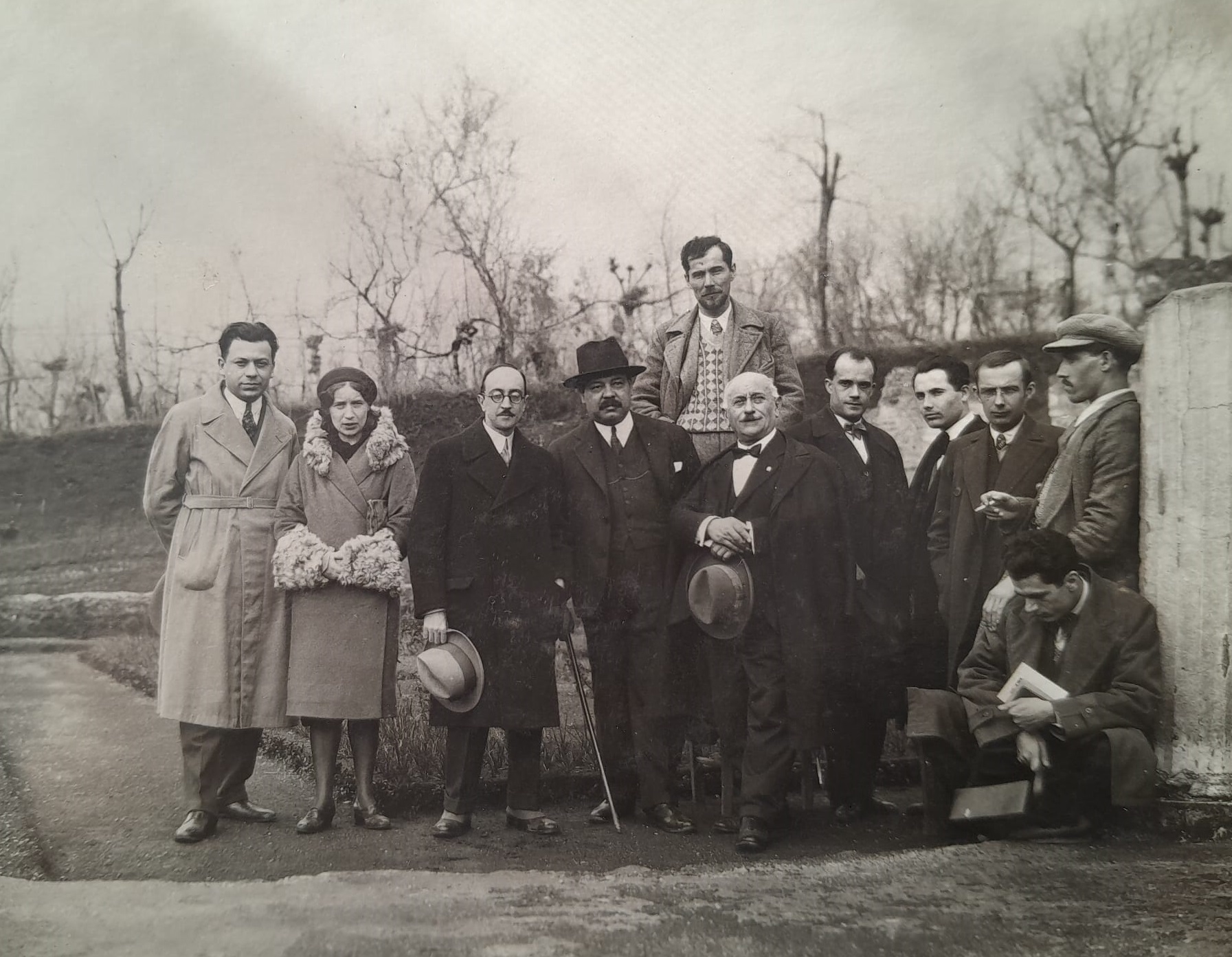
Italia 1931

- Președinte al Turing-clubului României secția „Retezat” din Deva
- Membru al Societății de arheologie și numismatică

- Președinte al Comitetului regional pentru Cultură și Artă
- Membru în Consiliul internațional al muzeelor (UNESCO)
- Vicepreședinte al Comitetului regional pentru cercetare științifică

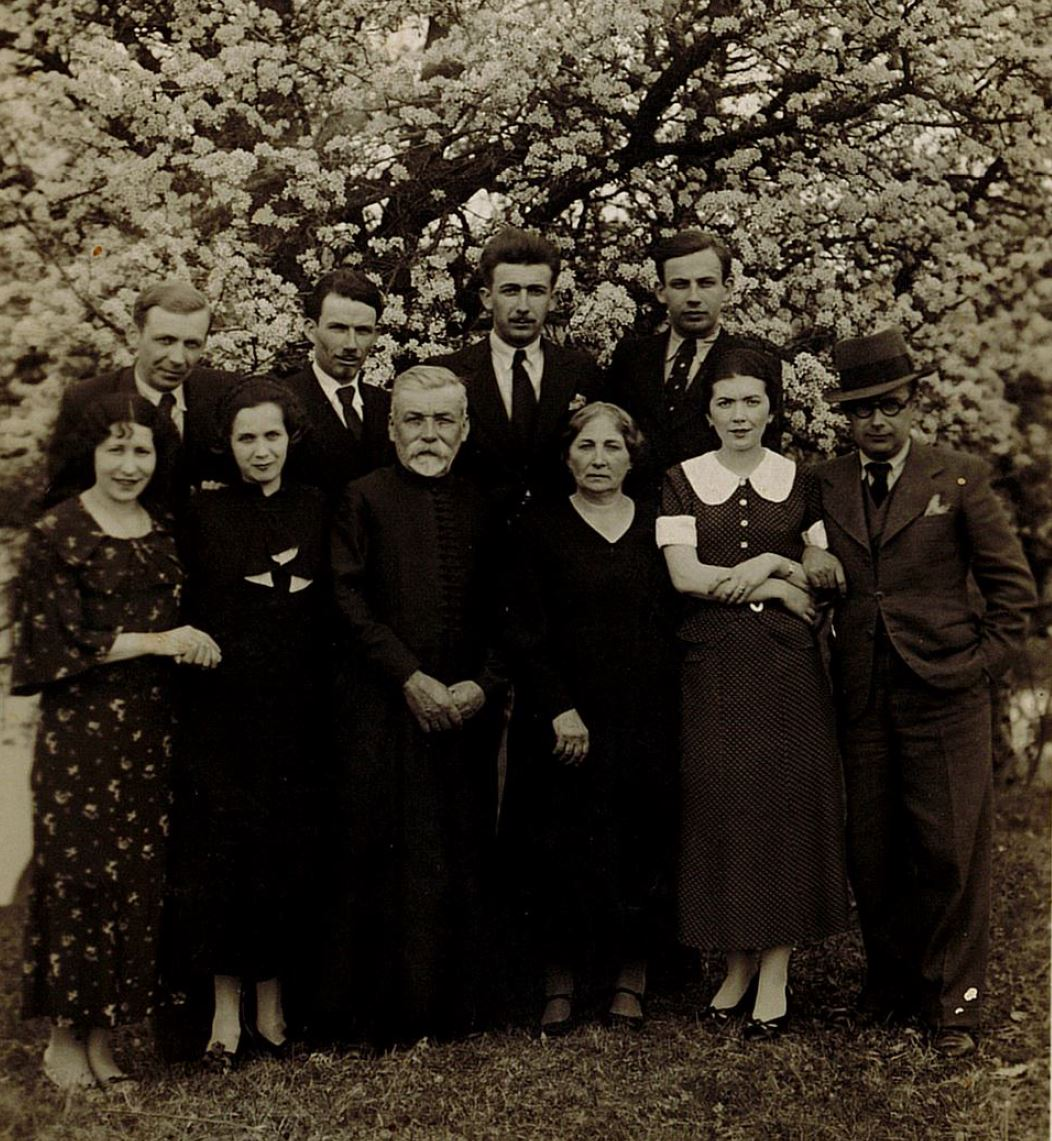
La Zlagna cu părinții și frații

## Distincții pentru activitatea științifică și obștească

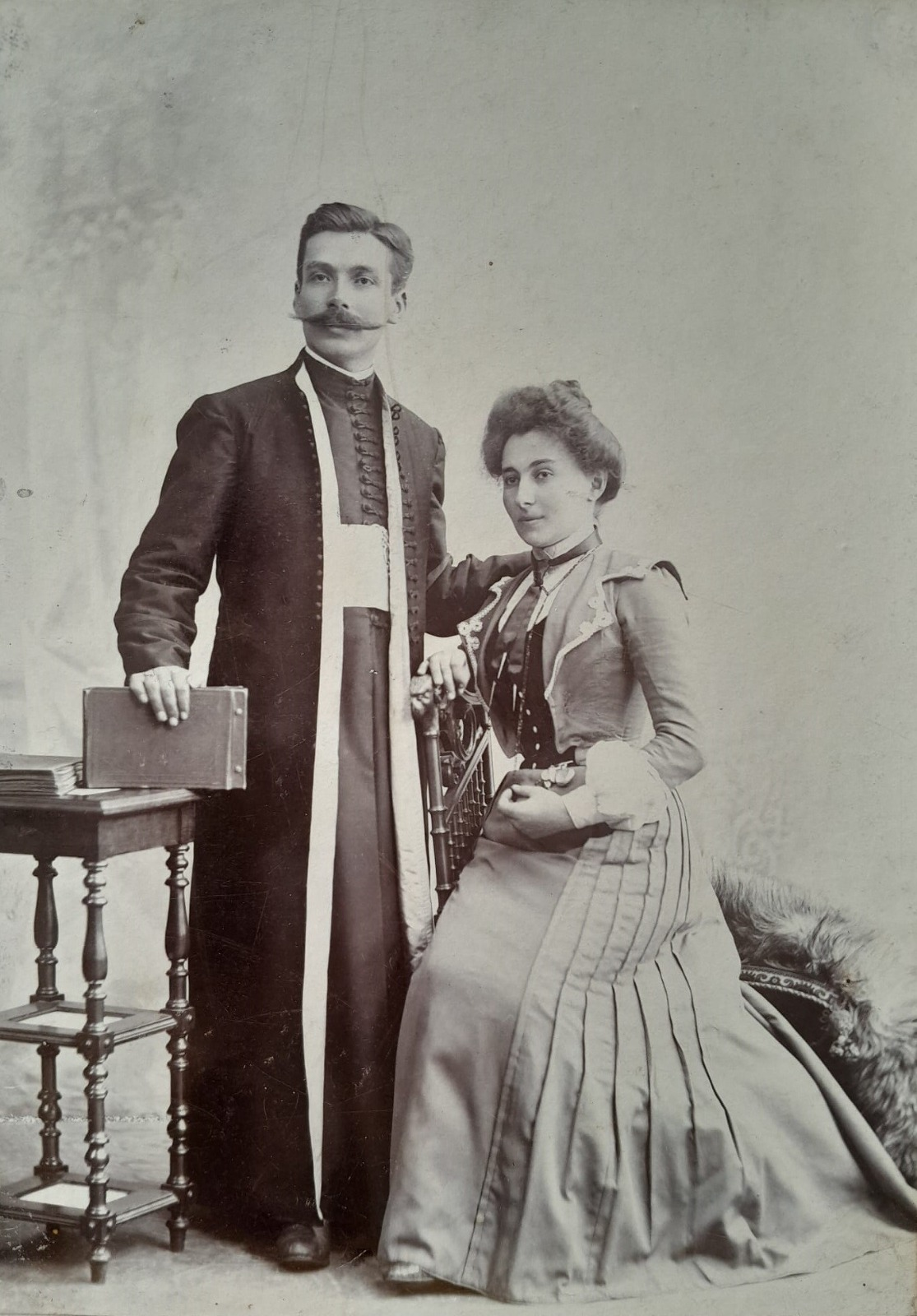
preotul Ioan Floca și soția Virginia Floca(născută Pop)

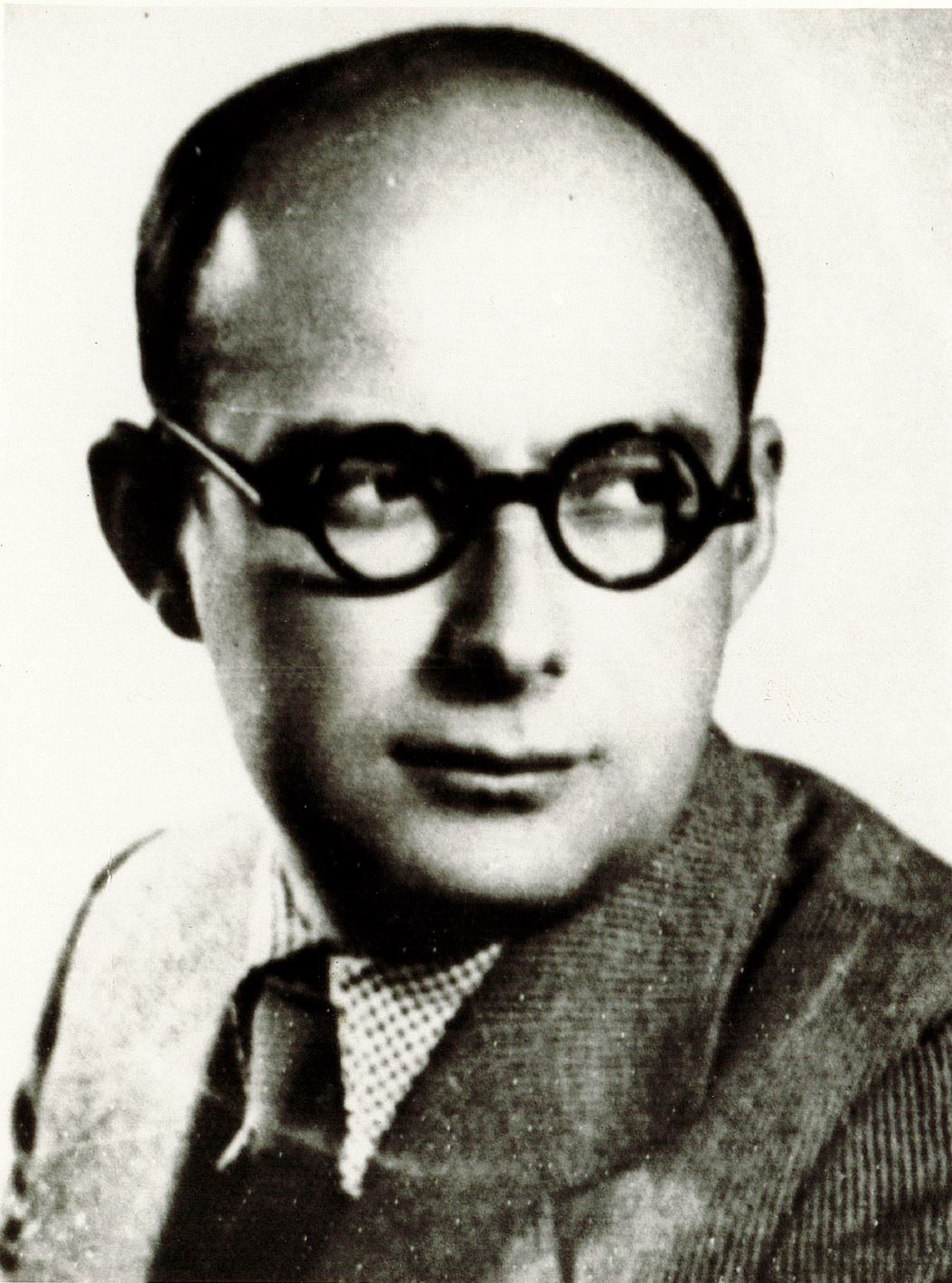
Octavian Floca

- La Zlagna, Virginia Floca împreună cu cei șase băiețiPremiul Vasile Pârvan al Academiei Române[3]

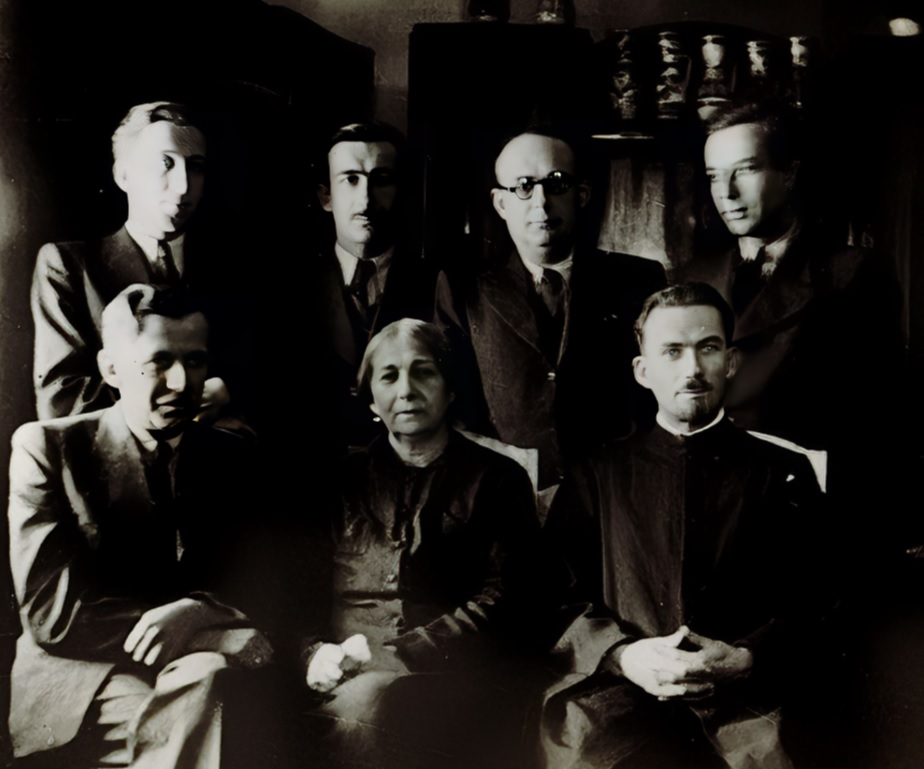
La Zlagna, Virginia Floca împreună cu cei șase băieți

- Premiul de Stat pentru cercetări arheologice[3]
- Medalia Muncii (21 august 1954) „pentru merite deosebite pe tărîmul construcției de stat, economice, sociale și culturale, cu ocazia celei de a zecea aniversări a eliberării patriei noastre”[6]
- Ordinul Muncii clasa a III-a (1 octombrie 1957) „pentru merite deosebite în activitatea artistică”[7]
- Medalia „Meritul Cultural” clasa a II-a (10 octombrie 1969) „pentru merite deosebite în muncă, cu prilejul împlinirii a 700 de ani de existență atestată documentar a municipiului Deva”[8]
- Cetățean de onoare al orasului Deva